# Cagiva SST
La Cagiva SST insieme alla versione fuoristrada SXT, fu l'ultimo modello di motocicletta prodotto dalla AMF-Harley Davidson e il primo prodotto dalla Cagiva che ne rilevò gli stabilimenti e il marchio.
Per qualche tempo, dopo l'avvento della nuova gestione, le moto portarono sul serbatoio la scritta " HD CAGIVA ". In seguito la sigla "HD" fu eliminata.
Tipica moto stradale turistica sprovvista di protezioni aerodinamiche, del tipo che ai giorni d'oggi verrebbe dichiarata come naked, con linee che ricordano quelle dello Sportster della Harley Davidson, con motore monocilindrico due tempi anziché il monumentale bicilindrico a "V" di 900/1200cc.
La moto fu in produzione dal '75 con le tre motorizzazioni da 125, 175 e 250 cm³, dal 1978 fu lanciata sul mercato la versione 350 cm³. Vennero inizialmente prodotte con il marchio Harley-Davidson sul serbatoio, sostituito poi da quello HD-Cagiva; dall'80 scomparve la HD ed il marchio restò Cagiva. Tutti i modelli sono muniti del motore a due tempi. Dalla famiglia SST nacquero anche le versioni in stile americaneggiante, le Lowrider che richiamavano i chopper.

## SST 125
La Cagiva SST 125 fu la versione con il maggior successo: destinata ai sedicenni neopatentati del tempo, risultò molto gradita dal pubblico e fu il cavallo di battaglia della casa motociclistica varesina, tanto da rivaleggiare per quantità di vendite con i diffusissimi "vesponi" Piaggio.
Il successo del modello fu dovuto alla linea piacevole, alla semplicità costruttiva e di guida, accompagnate da costi di acquisto e di manutenzione contenuti, così come contenuti erano i consumi di olio e benzina, mentre le marce erano ben distanziate tra loro e al tempo stesso lunghe, in modo da non doverle cambiare continuamente.
Questa moto fu prodotta fino al 1978 col marchio AMF Harley Davidson, dal 1978 al 1980 col marchio HD Cagiva, e dal 1980 al 1985 col definitivo marchio Cagiva. 
Durante tutti gli anni di produzione le differenze furono molto limitate, limitandosi essenzialmente all'ammodernamento dell'impianto frenante e dell'impianto elettrico.
Il modello del 1980 (il primo a veder comparire solo il marchio Cagiva) era caratterizzato dal freno anteriore a disco anziché il vecchio tamburo, all'aggiunta del contagiri nell'alloggiamento che in precedenza conteneva il blocchetto di accensione e le due spie degli abbaglianti e delle frecce, all'aggiunta della spia del generatore di corrente e
nuove frecce (nere e di marca Larghi al posto delle CEV cromate), con steli metallici neri anziché cromati, da nuovi comandi elettrici al manubrio e nuove manopole (a sezione ottagonale), e la sella, inizialmente di disegno identico a quella degli ultimi AMF Harley Davidson, con profili di alluminio ai lati. Successivamente venne leggermente ritoccata (con la porzione passeggero un poco rialzata rispetto a quella del pilota, perdendo i profili di alluminio e con un disegno stampato più moderno).
Maggiori modifiche si ebbero col modello del 1981: la sella divenne a due posti, di disegno tipicamente anni '80, le frecce nere di marca CEV anziché Larghi, lo stelo delle frecce in gomma anziché metallico, la possibilità di richiedere le ruote in lega (inizialmente previste come optional mentre in seguito divenne l'unica versione commercializzata e da cui derivarono le sigle finali RR per ruote a raggi e RL per quelle con ruote in lega), l'abbandono delle bronzine in favore dei cuscinetti a sfera per gli alberi del cambio.
Negli anni successivi (1982) venne introdotta l'accensione elettronica CDI Dansi, con alternatore Motoplat.

## SST 175 e SST 250
La Cagiva SST 175 non era molto diversa dal modello 125, infatti riprendeva in tutti i punti il modello di minore cilindrata, risultava però più robusta e pesante.
Per via della cilindrata poco apprezzata in Italia, la SST 175 non ebbe largo successo; oltralpe invece le vendite furono migliori.
La SST 250 invece fu apprezzata ed una delle best seller nella categoria "18enni" (che a quei tempi era limitata alla cilindrata massima di 350cc e 150 km/h di velocità massima)
Questa moto fu prodotta dal 1975, fino al 1985, dieci anni di produzione, senza mai subire cambiamenti, il che la dice lunga sul suo successo e apprezzamento.
Tutte le versioni erano dotate di freno a disco.

## SST 350
Questo modello entrò in produzione nel 1978 e ne uscì nel 1986, questo modello era molto simile alla versione 250, infatti le differenze principali consistevano nella cilindrata del motore e nelle dimensioni e nella forma del serbatoio.